# Comuna Tyresö
Tyresö (Tyresö kommun) este o comună din comitatul Stockholms län, Suedia, cu o populație de 44.281 locuitori (2013).

## Geografie

### Zone urbane
Toate așezările cu peste 200 locuitori din comună intră în componența zonei urbane Stockholm.

## Demografie
| \| Evoluția demografică în comuna Tyresö, 1970–2015 \| Evoluția demografică în comuna Tyresö, 1970–2015 \| Evoluția demografică în comuna Tyresö, 1970–2015 \| Evoluția demografică în comuna Tyresö, 1970–2015 \| Evoluția demografică în comuna Tyresö, 1970–2015 \| \| ----------------------------------------------------------------------------------------------------- \| ------------------------------------------------ \| ------------------------------------------------ \| ------------------------------------------------ \| ------------------------------------------------ \| \| An \| \| \| Locuitori \| \| \| 1970 \| 1970 \| \| 27112 \| 27112 \| \| 1975 \| 1975 \| \| 29366 \| 29366 \| \| 1980 \| 1980 \| \| 31061 \| 31061 \| \| 1985 \| 1985 \| \| 32161 \| 32161 \| \| 1990 \| 1990 \| \| 33973 \| 33973 \| \| 1995 \| 1995 \| \| 36627 \| 36627 \| \| 2000 \| 2000 \| \| 39071 \| 39071 \| \| 2005 \| 2005 \| \| 41134 \| 41134 \| \| 2010 \| 2010 \| \| 42947 \| 42947 \| \| 2015 \| 2015 \| \| 46177 \| 46177 \| \| Sursa: SCB - Statistika Centralbyrån, Folkmängd efter region, civilstånd, ålder och kön. År 1968–2016 \| \| \| \| \| |      |  |           |       |
| Evoluția demografică în comuna Tyresö, 1970–2015 |      |  |           |       |
| An |      |  | Locuitori |       |
| 1970 | 1970 |  | 27112     | 27112 |
| 1975 | 1975 |  | 29366     | 29366 |
| 1980 | 1980 |  | 31061     | 31061 |
| 1985 | 1985 |  | 32161     | 32161 |
| 1990 | 1990 |  | 33973     | 33973 |
| 1995 | 1995 |  | 36627     | 36627 |
| 2000 | 2000 |  | 39071     | 39071 |
| 2005 | 2005 |  | 41134     | 41134 |
| 2010 | 2010 |  | 42947     | 42947 |
| 2015 | 2015 |  | 46177     | 46177 |
| Sursa: SCB - Statistika Centralbyrån, Folkmängd efter region, civilstånd, ålder och kön. År 1968–2016 |      |  |           |       |